# Скруллы
Скру́ллы (англ. Skrulls) — раса инопланетян, появляющаяся в сериях комиксов издательства «Marvel Comics». Скруллы были созданы Стэном Ли и Джеком Кёрби и впервые появились во 2-м выпуске «Fantastic Four» в январе 1962 года. Отличительной чертой скруллов является их способность к изменению своей внешности и способностей в зависимости от облика — они могут превращаться как в живые организмы, так и в неживые предметы (только при одном условии — скрулл должен хотя бы раз увидеть тот организм/предмет, в который он собирается превратиться).

## Описание
Скруллы представляют собой гуманоидов-рептилий с большими заострёнными ушами, красными или зелёными глазами и сморщенными подбородками. Главной особенностью скруллов является то, что они способны превращаться как в живые организмы, так и в неживые предметы. Таким образом они преуспевают в шпионаже и незаметном проникновении в тыл своего противника. Скруллы также могут использовать свои способности, чтобы создавать оружие, используя части своего тела. Их половой диморфизм близок к человеческому. Сексуальную ориентацию сложно установить из-за того, что они могут менять свой пол по собственной воле.

## Известные представители
- Анелла — принцесса Скруллов, единственный ребёнок Императора Доррека VII и Императрицы Р’Килл, наследница Империи Скруллов, мать Халклинга (Доррека VIII/Тедди Альтмана). Убита Галактусом.
- Талос-Лидер скруллов

- Веранке — Королева Скруллов, изображала Женщину-паука. Убита Норманом Озборном.
- Джазинда — охотница Скруллов, дочь Кл’рта.
- Кл’рт — первый Супер-Скрулл, обладает силами всей Фантастической четвёрки.
- Крити Нолл — Скрулл, изображавший Хэнка Пима во время Секретного вторжения. Помимо способностей Пима он так же обладал способностями Чёрной пантеры, Ртути и Вижена. До вторжения, будучи под прикрытием, участвовал в проекте «Молния» (создание Рагнарёка — киборга-клона Тора).
- Кс’ив — убийца Скруллов, посланный убить Халклинга. Обладает способностями Сорвиголовы, Электры, Плаща и Кинжала.
- Кхн’нр — изображал Капитана Марвела.
- Лайджа лазерный кулак — Скрулл, проникшая в Фантастическую четвёрку и вышла замуж за Джонни Сторма, изображая Алисию Мастерс.
- Моррта — военачальник Скруллов, ответственный за смерть Франклина Сторма.
- Ненора — шпионка Скруллов, внедрённая к Крии.
- Питт’о Нили — Скрулл, изображающий Капитана Америку во время вторжения на Дикую Землю. Убит Шанной-Дьяволицей.
- Пэйбок — Могучий Скрулл, телохранитель королевы Скруллов.
- Реплика — молодая представительница расы, была членом Стражей Галактики 31 века.
- Халклинг (Доррек VIII/Тедди Альтман) — Теодор Альтман является гибридом Крии и Скруллов, он — сын принцессы Анеллы и Капитана Марвела.
- Эфан Эдвардс — аналог Супермена в Marvel Comics.
- Ксавин — Скрулл пирокинетик изображающий девушку и является суженой Каролины Дин, является членом Беглецов.
- Генерал Кляйзер — Скрулл, изображающий высокопоставленного офицера СС, командует как скруллами, так и уцелевшими нацистскими солдатами.

## Другие версии

### Ultimate-скруллы
Во вселенной «Ultimate Marvel» аналогом скруллов является раса Читаури, обладающая теми же способностями. Читаури впервые появились в 8-м номере 1-го тома комикса «The Ultimates» в ноябре 2002 года, где сразились с одноимённой командой супергероев.

## Вне комиксов

### Кинематографическая вселенная Marvel
Раса Скруллов впервые появляется в медиафраншизе «Кинематографическая вселенная Marvel» в фильме «Капитан Марвел» (2019), и в дальнейшем появляется ещё в пяти проектах медиафраншизы:
- Скруллы стали действующими лицами в фильме «Капитан Марвел» (2019)[5]. Лидера Скруллов — Талоса, сыграл актёр Бен Мендельсон.
- Скруллы появляются в фильме «Человек-паук: Вдали от дома» (2019), где Талос и его жена Сорен заменяли настоящих Ника Фьюри и Марию Хилл, пока последние бороздили космос с другой группой скруллов.
- В первой сцене после титров финального эпизода «The Series Finale» сериала «Ванда/Вижн» (2021) появляется девушка-скрулл, которая передаёт Марии Рамбо послание от друга её матери, Ника Фьюри.
- Альтернативная версия скрулла появляется в эпизоде «Glorious Purpose» сериала «Локи» (2021).
- В мультсериале «Что если…?» Скруллы появляются в эпизоде «What If… Thor Were an Only Child?» на космической вечеринке Тора, а также в эпизоде «What If… Ultron Won?», где в одной из альтернативных реальностей раса Скруллов находится на Земле.
- В сериале «Секретное вторжение» (2023) одна из мятежных фракций скруллов пытается захватить Землю. Бен Мендельсон вернулся к роли Талоса, а Эмилия Кларк сыграла его дочь по имени Г’айа, ранее сыгранную сёстрами Оден Л. Офулс и Гарриет Л. Офулс в фильме «Капитан Марвел». Кингсли Бен-Адир исполняет роль антагониста сериала — скрулла Гравика.
- Группа скруллов, возглавляемая императором Др’огом, появляется в фильме «Капитан Марвел 2», где после атаки на их планету силами крии под командованием Верховной Дар-Бенн находят новое убежище в Новом Асгарде.

### Мультсериалы
- Скруллы участвовали во всех мультсериалах о Фантастической четвёрке — в одноимённых сериалах 1967, 1978, 1994 годов и мультсериале «Фантастическая четвёрка: Величайшие герои мира».
- Кроме того, они появлялись в мультсериалах «Люди-Икс», «Супергеройский отряд», «Мстители: Величайшие герои Земли».
- Любопытно, что в мультсериале «Серебряный Сёрфер» Скруллы не входят в число антагонистов главного героя — напротив, Серебряный Сёрфер даже помогает им, когда на их планете начинается гражданская война.

### Мультфильмы
- В анимационных фильмах «Ultimate Avengers» и «Ultimate Avengers 2» альтимейт-версия скруллов являются главными врагами Мстителей и Щ.И.Т.а.
- В мультфильме Планета Халка появился один из скрулов, в качестве болевшего зрителя на арене гладиаторов.

### Видеоигры
- «Marvel: Ultimate Alliance»
- «Fantastic Four: Rise of the Silver Surfer»
- «Marvel Super Hero Squad: The Infinity Gauntlet»
- «Marvel vs. Capcom 3: The Fate of Two Worlds»
- «Ultimate Marvel vs. Capcom 3»
- «Marvel Avengers: Battle for Earth».